# Gran Premio di superbike di Assen 2018
Il Gran Premio di superbike di Assen 2018 è stato la quarta prova su tredici del campionato mondiale Superbike 2018, disputato il 21 e 22 aprile sul TT Circuit Assen, in gara 1 ha visto la vittoria di Jonathan Rea davanti a Michael van der Mark e Chaz Davies, la gara 2 è stata vinta da Tom Sykes che ha preceduto Jonathan Rea e Michael van der Mark.
La vittoria nella gara valevole per il campionato mondiale Supersport 2018 è stata ottenuta da Jules Cluzel, mentre quella del campionato mondiale Supersport 300 è stata ottenuta da Luca Grünwald con KTM al secondo successo consecutivo.

## Risultati

### Superbike Gara 1

#### Arrivati al traguardo
| Pos. | Nº | Pilota               | Squadra                  | Motocicletta      | Giri | Tempo     | Griglia | Punti |
| ---- | -- | -------------------- | ------------------------ | ----------------- | ---- | --------- | ------- | ----- |
| 1º   | 1  | Jonathan Rea         | Kawasaki Racing          | Kawasaki ZX-10RR  | 21   | 33'40.360 | 2º      | 25    |
| 2º   | 60 | Michael van der Mark | Pata Yamaha              | Yamaha YZF R1     | 21   | +981      | 7º      | 20    |
| 3º   | 7  | Chaz Davies          | Aruba.it Racing - Ducati | Ducati Panigale R | 21   | +1.282    | 8º      | 16    |
| 4º   | 66 | Tom Sykes            | Kawasaki Racing          | Kawasaki ZX-10RR  | 21   | +1.413    | 6º      | 13    |
| 5º   | 12 | Javier Forés         | Barni Racing             | Ducati Panigale R | 21   | +8.625    | 3º      | 11    |
| 6º   | 33 | Marco Melandri       | Aruba.it Racing - Ducati | Ducati Panigale R | 21   | +14.903   | 5º      | 10    |
| 7º   | 76 | Loris Baz            | Gulf Althea BMW Racing   | BMW S 1000 RR     | 21   | +17.301   | 10º     | 9     |
| 8º   | 36 | Leandro Mercado      | Orelac Racing VerdNatura | Kawasaki ZX-10RR  | 21   | +21.482   | 13º     | 8     |
| 9º   | 81 | Jordi Torres         | MV Agusta Reparto Corse  | MV Agusta 1000 F4 | 21   | +21.938   | 9º      | 7     |
| 10º  | 54 | Toprak Razgatlıoğlu  | Kawasaki Puccetti Racing | Kawasaki ZX-10RR  | 21   | +24.939   | 11º     | 6     |
| 11º  | 40 | Román Ramos          | GoEleven Kawasaki        | Kawasaki ZX-10RR  | 21   | +27.049   | 14º     | 5     |
| 12º  | 22 | Alex Lowes           | Pata Yamaha              | Yamaha YZF R1     | 21   | +33.226   | 1º      | 4     |
| 13º  | 34 | Davide Giugliano     | Milwaukee Aprilia        | Aprilia RSV4 RF   | 21   | +35.630   | 16º     | 3     |
| 14º  | 99 | Patrick Jacobsen     | TripleM Honda            | Honda CBR1000RR   | 21   | +38.480   | 15º     | 2     |
| 15º  | 32 | Lorenzo Savadori     | Milwaukee Aprilia        | Aprilia RSV4 RF   | 21   | +38.604   | 4º      | 1     |
| 16º  | 68 | Yonny Hernández      | Team Pedercini Racing    | Kawasaki ZX-10RR  | 21   | +44.690   | 17º     |       |

#### Ritirato
| Nº | Pilota                | Squadra                  | Motocicletta      | Giri | Griglia |
| -- | --------------------- | ------------------------ | ----------------- | ---- | ------- |
| 21 | Michael Ruben Rinaldi | Aruba.it Racing - Junior | Ducati Panigale R | 5    | 12º     |

#### Squalificato
| Nº | Pilota       | Squadra           | Motocicletta  | Giri | Tempo   | Griglia |
| -- | ------------ | ----------------- | ------------- | ---- | ------- | ------- |
| 37 | Ondřej Ježek | Guandalini Racing | Yamaha YZF R1 | 21   | +51.135 | 18º     |

### Superbike Gara 2

#### Arrivati al traguardo
| Pos. | Nº | Pilota                | Squadra                  | Motocicletta      | Giri | Tempo     | Griglia | Punti |
| ---- | -- | --------------------- | ------------------------ | ----------------- | ---- | --------- | ------- | ----- |
| 1º   | 66 | Tom Sykes             | Kawasaki Racing          | Kawasaki ZX-10RR  | 21   | 33'36.444 | 6º      | 25    |
| 2º   | 1  | Jonathan Rea          | Kawasaki Racing          | Kawasaki ZX-10RR  | 21   | +5.445    | 2º      | 20    |
| 3º   | 60 | Michael van der Mark  | Pata Yamaha              | Yamaha YZF R1     | 21   | +7.507    | 7º      | 16    |
| 4º   | 12 | Javier Forés          | Barni Racing             | Ducati Panigale R | 21   | +11.316   | 3º      | 13    |
| 5º   | 7  | Chaz Davies           | Aruba.it Racing - Ducati | Ducati Panigale R | 21   | +18.953   | 8º      | 11    |
| 6º   | 81 | Jordi Torres          | MV Agusta Reparto Corse  | MV Agusta 1000 F4 | 21   | +22.414   | 9º      | 10    |
| 7º   | 33 | Marco Melandri        | Aruba.it Racing - Ducati | Ducati Panigale R | 21   | +22.515   | 5º      | 9     |
| 8º   | 76 | Loris Baz             | Gulf Althea BMW Racing   | BMW S 1000 RR     | 21   | +23.997   | 10º     | 8     |
| 9º   | 54 | Toprak Razgatlıoğlu   | Kawasaki Puccetti Racing | Kawasaki ZX-10RR  | 21   | +24.245   | 11º     | 7     |
| 10º  | 32 | Lorenzo Savadori      | Milwaukee Aprilia        | Aprilia RSV4 RF   | 21   | +24.653   | 4º      | 6     |
| 11º  | 34 | Davide Giugliano      | Milwaukee Aprilia        | Aprilia RSV4 RF   | 21   | +41.807   | 16º     | 5     |
| 12º  | 21 | Michael Ruben Rinaldi | Aruba.it Racing - Junior | Ducati Panigale R | 21   | +41.846   | 12º     | 4     |
| 13º  | 99 | Patrick Jacobsen      | TripleM Honda            | Honda CBR1000RR   | 21   | +47.516   | 15º     | 3     |
| 14º  | 22 | Alex Lowes            | Pata Yamaha              | Yamaha YZF R1     | 21   | +53.355   | 1º      | 2     |
| 15º  | 68 | Yonny Hernández       | Team Pedercini Racing    | Kawasaki ZX-10RR  | 21   | +57.758   | 17º     | 1     |

#### Ritirati
| Nº | Pilota          | Squadra                  | Motocicletta     | Giri | Griglia |
| -- | --------------- | ------------------------ | ---------------- | ---- | ------- |
| 36 | Leandro Mercado | Orelac Racing VerdNatura | Kawasaki ZX-10RR | 5    | 13º     |
| 40 | Román Ramos     | GoEleven Kawasaki        | Kawasaki ZX-10RR | 5    | 14º     |

#### Squalificato
| Nº | Pilota       | Squadra           | Motocicletta  | Giri | Tempo   | Griglia |
| -- | ------------ | ----------------- | ------------- | ---- | ------- | ------- |
| 37 | Ondřej Ježek | Guandalini Racing | Yamaha YZF R1 | 21   | +54.065 | 18º     |

### Supersport

#### Arrivati al traguardo
| Pos. | Nº  | Pilota             | Squadra                             | Motocicletta        | Giri | Tempo     | Griglia | Punti |
| ---- | --- | ------------------ | ----------------------------------- | ------------------- | ---- | --------- | ------- | ----- |
| 1º   | 16  | Jules Cluzel       | NRT                                 | Yamaha YZF R6       | 18   | 29'49.168 | 4º      | 25    |
| 2º   | 21  | Randy Krummenacher | Bardahl Evan Bros.                  | Yamaha YZF R6       | 18   | +0.291    | 6º      | 20    |
| 3º   | 3   | Raffaele De Rosa   | MV Agusta Reparto Corse by Vamag    | MV Agusta F3 675    | 18   | +0.315    | 3º      | 16    |
| 4º   | 144 | Lucas Mahias       | GRT Yamaha                          | Yamaha YZF R6       | 18   | +0.341    | 2º      | 13    |
| 5º   | 81  | Luke Stapleford    | Profile Racing                      | Triumph Daytona 675 | 18   | +0.985    | 5º      | 11    |
| 6º   | 11  | Sandro Cortese     | Kallio Racing                       | Yamaha YZF R6       | 18   | +1.122    | 1º      | 10    |
| 7º   | 66  | Niki Tuuli         | CIA Landlord Insurance Honda        | Honda CBR600RR      | 18   | +17.160   | 8º      | 9     |
| 8º   | 47  | Rob Hartog         | Hartog - Against Cancer             | Kawasaki ZX-6R      | 18   | +17.293   | 11º     | 8     |
| 9º   | 36  | Thomas Gradinger   | NRT                                 | Yamaha YZF R6       | 18   | +17.659   | 14º     | 7     |
| 10º  | 84  | Loris Cresson      | Kallio Racing                       | Yamaha YZF R6       | 18   | +26.132   | 17º     | 6     |
| 11º  | 38  | Hannes Soomer      | Racedays                            | Honda CBR600RR      | 18   | +26.328   | 15º     | 5     |
| 12º  | 86  | Ayrton Badovini    | MV Agusta Reparto Corse by Vamag    | MV Agusta F3 675    | 18   | +26.402   | 13º     | 4     |
| 13º  | 96  | Andrew Irwin       | CIA Landlord Insurance Honda        | Honda CBR600RR      | 18   | +28.666   | 20º     | 3     |
| 14º  | 77  | Wayne Tessels      | Chromeburner Wayne's Racingteam MtM | Kawasaki ZX-6R      | 18   | +30.919   | 18º     | 2     |
| 15º  | 22  | Eemeli Lahti       | Sterkman Motorsport by HRP          | Suzuki GSX-R600     | 18   | +36.700   | 19º     | 1     |
| 16º  | 35  | Stefan Hill        | Profile Racing                      | Triumph Daytona 675 | 18   | +38.762   | 16º     |       |
| 17º  | 10  | Nacho Calero       | Orelac Racing VerdNatura            | Kawasaki ZX-6R      | 18   | +39.321   | 22º     |       |
| 18º  | 62  | Vasco van der Valk | Benro Racing                        | Yamaha YZF R6       | 18   | +41.453   | 26º     |       |
| 19º  | 56  | Péter Sebestyén    | SSP Hungary Racing                  | Kawasaki ZX-6R      | 18   | +41.693   | 24º     |       |
| 20º  | 15  | Alfonso Coppola    | GRT Yamaha                          | Yamaha YZF R6       | 18   | +1'01.212 | 25º     |       |

#### Ritirati
| Nº  | Pilota                | Squadra                  | Motocicletta   | Giri | Griglia |
| --- | --------------------- | ------------------------ | -------------- | ---- | ------- |
| 65  | Michael Canducci      | GoEleven Kawasaki        | Kawasaki ZX-6R | 13   | 21º     |
| 64  | Federico Caricasulo   | GRT Yamaha               | Yamaha YZF R6  | 12   | 7º      |
| 78  | Hikari Ōkubo          | Kawasaki Puccetti Racing | Kawasaki ZX-6R | 12   | 12º     |
| 111 | Kyle Smith            | Gemar Team Lorini        | Honda CBR600RR | 7    | 10º     |
| 83  | Lachlan Epis          | GoEleven Kawasaki        | Kawasaki ZX-6R | 7    | 27º     |
| 32  | Sheridan Morais       | Kawasaki Puccetti Racing | Kawasaki ZX-6R | 2    | 9º      |
| 74  | Jaimie van Sikkelerus | Gemar Team Lorini        | Honda CBR600RR | 0    | 23º     |

### Supersport 300

#### Arrivati al traguardo
| Pos. | Nº | Pilota                    | Squadra                                  | Motocicletta       | Giri | Tempo     | Griglia | Punti |
| ---- | -- | ------------------------- | ---------------------------------------- | ------------------ | ---- | --------- | ------- | ----- |
| 1º   | 43 | Luca Grünwald             | Freudenberg KTM                          | KTM RC 390 R       | 12   | 22'32.937 | 6º      | 25    |
| 2º   | 15 | Glenn van Straalen        | KTM Fortron Racing                       | KTM RC 390 R       | 12   | +0.065    | 4º      | 20    |
| 3º   | 75 | Scott Deroue              | Motoport Kawasaki                        | Kawasaki Ninja 400 | 12   | +0.421    | 10º     | 16    |
| 4º   | 2  | Ana Carrasco              | DS Junior                                | Kawasaki Ninja 400 | 12   | +0.504    | 3º      | 13    |
| 5º   | 93 | Walid Khan                | Nutec - Benjan - Kawasaki                | Kawasaki Ninja 400 | 12   | +0.814    | 14º     | 11    |
| 6º   | 22 | Mykyta Kalinin            | GP Project                               | Kawasaki Ninja 400 | 12   | +1.663    | 7º      | 10    |
| 7º   | 20 | Dorren Loureiro           | DS Junior                                | Kawasaki Ninja 400 | 12   | +1.738    | 5º      | 9     |
| 8º   | 41 | Jan-Ole Jähnig            | Freudenberg KTM Junior                   | KTM RC 390 R       | 12   | +8.694    | 20º     | 8     |
| 9º   | 81 | Manuel González           | Pertantina Almeria BCD Junior Team by MS | Yamaha YZF-R3      | 12   | +10.721   | 16º     | 7     |
| 10º  | 69 | María Herrera             | BCD Yamaha MS Racing                     | Yamaha YZF-R3      | 12   | +10.852   | 9º      | 6     |
| 11º  | 33 | Daniel Valle              | BCD Yamaha MS Racing                     | Yamaha YZF-R3      | 12   | +12.509   | 12º     | 5     |
| 12º  | 97 | Maximilian Kappler        | Freudenberg KTM                          | KTM RC 390 R       | 12   | +18.481   | 18º     | 4     |
| 13º  | 12 | Ali Adriansyah Rusmiputro | Petramina Almeria BCD by MS Racing       | Yamaha YZF-R3      | 12   | +18.502   | 26º     | 3     |
| 14º  | 16 | Marc Luna                 | C.M. Racing A.S.D.                       | Kawasaki Ninja 400 | 12   | +30.363   | 21º     | 2     |
| 15º  | 28 | Dennis Koopman            | GRT Yamaha                               | Yamaha YZF-R3      | 12   | +30.601   | 25º     | 1     |
| 16º  | 64 | Hugo De Cancellis         | Toth - Yart                              | Yamaha YZF-R3      | 12   | +30.953   | 32º     |       |
| 17º  | 18 | Alex Murley               | Toth - Yart                              | Yamaha YZF-R3      | 12   | +31.901   | 28º     |       |
| 18º  | 14 | Enzo de la Vega           | GP Project                               | Kawasaki Ninja 400 | 12   | +33.966   | 17º     |       |
| 19º  | 96 | Imanuel Putra Pratna      | Terra e Moto                             | Yamaha YZF-R3      | 12   | +43.515   | 30º     |       |
| 20º  | 84 | Joep Overbeeke            | Team Trasimeno                           | Yamaha YZF-R3      | 12   | +52.231   | 29º     |       |
| 21º  | 13 | Dino Iozzo                | Racedays                                 | Honda CBR500R      | 12   | +52.292   | 31º     |       |
| 22º  | 4  | Milan Merckelbagh         | Benro Racing                             | Yamaha YZF-R3      | 12   | +53.959   | 39º     |       |
| 23º  | 79 | Tomás Alonso              | Samurai-YART Racing                      | Yamaha YZF-R3      | 12   | +54.342   | 37º     |       |
| 24º  | 44 | Samuel Lochoff            | Samurai-YART Racing                      | Yamaha YZF-R3      | 12   | +54.716   | 36º     |       |
| 25º  | 58 | Trystan Finocchiaro       | Scuderia Maranga Racing                  | Honda CBR500R      | 12   | +58.635   | 35º     |       |
| 26º  | 78 | Joseph Foray              | ETG Racing                               | Kawasaki Ninja 400 | 12   | +58.870   | 38º     |       |
| 27º  | 7  | Nicola Settimo            | Scuderia Maranga Racing                  | Honda CBR500R      | 12   | +58.990   | 33º     |       |
| 28º  | 54 | Filippo Fuligni           | GRT Yamaha                               | Yamaha YZF-R1      | 12   | +1'26.322 | 19º     |       |
| 29º  | 5  | Bibi Damen                | Bibi's Racing                            | KTM RC 390 R       | 12   | +1'39.551 |         |       |

#### Ritirati
| Nº | Pilota                | Squadra                    | Motocicletta       | Giri | Griglia |
| -- | --------------------- | -------------------------- | ------------------ | ---- | ------- |
| 17 | Koen Meuffels         | KTM Fortron Junior         | KTM RC 390 R       | 11   | 2º      |
| 88 | Mika Pérez            | Kawasaki ParkinGO          | Kawasaki Ninja 400 | 11   | 1º      |
| 71 | Tom Edwards           | Nutec - Benjan - Kawasaki  | Kawasaki Ninja 400 | 11   | 15º     |
| 6  | Robert Schotman       | Motoport Kawasaki          | Kawasaki Ninja 400 | 8    | 8º      |
| 21 | Borja Sánchez         | ETG Racing                 | Kawasaki Ninja 400 | 7    | 11º     |
| 27 | Filippo Rovelli       | Kawasaki ParkinGO          | Kawasaki Ninja 400 | 6    | 27º     |
| 30 | Daniel Blin           | Polish Talent              | Yamaha YZF-R3      | 5    | 34º     |
| 5  | Ryan Vos              | KTM Fortron Racing         | KTM RC 390 R       | 4    | 23º     |
| 55 | Galang Hendra Pratama | Biblion Yamaha Motoxracing | Yamaha YZF-R3      | 3    | 13º     |
| 99 | Paolo Grassia         | Biblion Yamaha Motoxracing | Yamaha YZF-R3      | 0    | 22º     |

#### Squalificato
| Nº | Pilota        | Squadra        | Motocicletta  | Giri | Griglia |
| -- | ------------- | -------------- | ------------- | ---- | ------- |
| 19 | Luca Bernardi | Team Trasimeno | Yamaha YZF-R1 | 9    | 24º     |